# دعاية بيضاء
إن الدعاية البيضاء أو المكشوفة هي دعاية يتم فيها ذكر مصدر الدعاية بصدق. وهي عادةً تأتي من مصدر معلن بوضوح، وتتميز باستخدام أساليب إقناع أكثر اعتدالاً عن تلك المستخدمة في الدعاية السوداء (والتي تدعي أنها تصدر عن الجانب الآخر من ذلك الذي أنتجها بالفعل) والدعاية الرمادية أو المستترة (التي لا يعرف مصدرها أو منتجها). وعادةً ما تستخدم الأساليب التقليدية للعلاقات العامة والعرض من جانب واحد لإحدى المجادلات. ولقد ذكر جاك إليل في أحد الكتب الرئيسية حول موضوع الدعاية والذي يحمل عنوان الدعاية: تكوين اتجاهات الأفراد (Propaganda: The Formation of Men's Attitudes)، أن الدعاية البيضاء هي وعي الجمهور بمحاولات التأثير عليهم. فيوجد وزارة للدعاية ويتم الاعتراف بعمل الدعاية ويكون مصدرها معروفًا وأهدافها ومقاصدها معلنة. تعمل الدعاية البيضاء، طوال فترة إحدى حملات الدعاية، كستار للدعاية السوداء عندما يسعى المروج للدعاية للتستر على الدعاية البيضاء.

## وصلات خارجية
- On The Craft of Intelligence نسخة محفوظة 17 أكتوبر 2020 على موقع واي باك مشين., Frank G. Wisner, CIA, 22 SEPT 93